# هتی موراهان
هتی موراهان (انگلیسی: Hattie Morahan؛ زادهٔ ۷ اکتبر ۱۹۷۸) هنرپیشه اهل بریتانیا است.
از فیلم‌ها یا برنامه‌های تلویزیونی که وی در آن نقش داشته‌است می‌توان به دزدی بانک، آقای هولمز، آلیس آنسوی آینه، دیو و دلبر، و اسرار رسمی اشاره کرد.